# Sportmaster
Sportmaster укр. Спортмастер — російська мережа спортивних магазинів та гіпермаркетів, що зареєстрована в Сінгапурі. Компанії належать магазини в Росії, Білорусі, Казахстані, Польщі, Данії, КНР та Україні. В Україні діє філія ТОВ «Спортмастер-Україна», що володіє магазинами та гіпермаркетами.
Група компаній Sportmaster посідає друге місце в Європі та третє у світі за оборотом серед спортивних мереж, а також є найбільшою спортивною мережею в Україні. Мережа налічує близько 500 торгових точок та 230 франчайзингових магазинів таких брендів, як Columbia, Sportlandia, Skechers, Weekender.
Голова міжнародної ради директорів Sportmaster Operations — Ву Ка Вай.

## Історія
Компанію засновано 1992 року в Москві як торгово-закупівельну фірму «Іліон», що займалась постачанням німецьких тренажерів Kettler до Росії. Засновники компанії — росіяни Микола і Володимир Фартушняки (які були громадянами Росії, а на 2021 р. — Мальти), а також Олександр Михальський і Дмитро Дойхен.
1996 року було зареєстровано бренд «Спортмастер» та відкрито представництво в Києві.
З 2012 року українська філія як відокремлена юридична особа «Sportmaster Ukraine»  входить до групи компаній Sportmaster Operations PTE. LTD, що зареєстрована в Сінгапурі.
2016 року фірму «Іліон» ліквідували, її місце зайняла Sportmaster Operations Pte. Ltd, створена 2012 року. Вона володіє 99 % компанії мережі Спортмастер.
В 2022 році зробив ребрендинг. Мережа працює під торговою маркою Athletics.
31 березня 2022 р сайт переїхав на домен https://athletics.kiev.ua/
24 лютого 2023 року було зареєстровано домен athletics.ua і згодом сайт переїхав на нього.

## Спортмастер-Україна
З 2012 року українська філія як відгалужена юридична одиниця ТОВ «Спортмастер-Україна» входить в міжнародну групу компаній Sportmaster Operations PTE.LTD, що зареєстрована в Сінгапурі. Засновками ТОВ «Спортмастер-Україна» є дві компанії з Сінгапуру: Sportmaster Operations Pte. Ltd і Sport & Fashion Management Pte. Ltd.
2014 року, після початку російської збройної агресії проти України, ТОВ «Спортмастер-Україна» потрапила у фокус кампанії «Не купуй російське!» із закликами бойкотувати російські товари й торговельні мережі.
2016 року Sportmaster Ukraine мав 83 магазини під такими брендами як: Sportmaster, Sportlandia, Columbia та Weekender.
2018 року компанію перейменовано на Sportmaster. У липні 2019 року відкрито магазин в ТРК «Проспект» у Києві.
У грудні 2019 року було відкрито магазин в ТРЦ Lavina Mall.
В рамках редевелопменту ТРЦ Dream Town 2 компанія мала намір відкрити супермаркет формату «Sportmaster Outlet».
У січні 2019 року компанія відкрила новий магазин Sportmaster у Чернігові, виконаний у форматі «liga».

#### Франчайзинг
2001 року відкрито перший магазин Columbia за франчайзингом в Україні.
2003 року Спортмастер Україна відкрила перший магазин з продажу спортивних товарів Sportlandia.
Станом на 2017 рік франчайзингова мережа магазинів налічувала 16 супермаркетів Sportlandia, 24 магазини американського бренду Columbia і 4 магазини для активного відпочинку Weekender.
Перша для Спортмастер Україна франчайзингова торгова точка за межами України стала Sportlandia, що відкрилася в жовтні 2018 року в Кишиневі, Молдова. Магазин площею 1200 метрів квадратних став найбільшим спортивним мультибрендовим магазин у Молдові і єдиним спортивним супермаркетом країни.
У жовтні 2018 року компанія відкрила магазин Weekender у Харкові. Станом на 2018 рік в Україні було відкрито 28 магазині Columbia.
У грудні 2019 року компанія відкрила магазин Sportlandia в Кам'янському.
2018 року до зимової Паралімпіади у Південній Кореї компанія стала спонсором і партнером Національного паралімпійського комітету України та національної паралімпійської збірної команди України.
Разом із тим, компанія «Sportmaster Operations Pte. Ltd» відома підтримкою анексії Криму РФ. Магазини мережі незаконно діють на території тимчасово окупованого Росією Криму, що згодом стало підставою для введення санкцій в Україні з боку РНБО.

#### Заборона діяльності в Україні Sportmaster Operations Pte. Ltd
19 лютого 2021 року президент Зеленський ввів у дію рішення РНБО про запровадження санкцій проти сінгапурської материнської компанії Sportmaster Operations Pte. Ltd. Терміном на три роки введено обмеження проти господарської діяльності ТОВ «Sportmaster Operations Pte. Ltd», а саме
1. повна заборона торговельних операцій;
2. повна заборона транзиту ресурсів, польотів та перевезень територією України
3. запобігання виведенню капіталів за межі України
4. заборона ввезення продукції сингапурської компанії «Sportmaster Operations Pte. Ltd»

Підставою для введення санкцій стала діяльність мережі на території тимчасово окупованого РФ Криму. Також на російському та на білоруському сайтах компанії розміщено карту, на якій Крим зображено як частину Росії.
Після початку повномасштабного вторгнення військ РФ до України в лютому 2022 року, компанія змінила назву на «Athletics».